# Aenictus sagei
Aenictus sagei é uma espécie de formiga do gênero Aenictus.